# Tongyang (köping i Kina, Jiangsu, lat 33,85, long 120,14)
Tongyang (kinesiska: 通洋, 通洋镇) är en köping i Kina. Den ligger i provinsen Jiangsu, i den östra delen av landet, omkring 230 kilometer nordost om provinshuvudstaden Nanjing. Antalet invånare är 31669. Befolkningen består av 15 704 kvinnor och 15 965 män. Barn under 15 år utgör 14,0 %, vuxna 15-64 år 71 %, och äldre över 65 år 14,0 %.
Genomsnittlig årsnederbörd är 983 millimeter. Den regnigaste månaden är juli, med i genomsnitt 234 mm nederbörd, och den torraste är januari, med 21 mm nederbörd.